# Liste der Dortmunder Stadtteile

Stadtbezirke und -teile

Diese Liste führt die Dortmunder Stadtteile auf. Die Liste ist nach Stadtbezirken geordnet und enthält sämtliche statistische Bezirke und Unterbezirke.

## Erläuterung
Die Stadt Dortmund gliedert sich in zwölf Stadtbezirke. Unterhalb dieser Stadtbezirke existiert keine offizielle Einteilung in Stadtteile. Allerdings werden sämtliche Stadtbezirke weiter in insgesamt 62 statistische Bezirke (zweistellige Kennziffer) unterteilt und diese wiederum in 170 statistische Unterbezirke (dreistellig, wobei die ersten beiden Ziffern dem statistischen Bezirk entsprechen), von denen 15 mit den übergeordneten statistischen Bezirken zusammenfallen (in diesem Falle lautet die letzte Ziffer „0“, andernfalls wird von 1 aufwärts nummeriert).
In den drei Innenstadtbezirken orientieren sich die statistischen Bezirke größtenteils an markanten Gebäuden und Plätzen, die Unterteilung beruht hier nicht auf historischen Entwicklungen und Ortschaften, sondern ist mehr oder weniger bürokratisch festgelegt. Ausnahmen sind beispielsweise der statistische Bezirk Dorstfeld oder der statistische Unterbezirk Körne.
Außerhalb der Innenstadt entsprechen die statistischen Bezirke beziehungsweise Unterbezirke in der Regel ehemals selbstständigen Gemeinden (deren Grenzen auch noch in den Gemarkungen erhalten sind) und können somit als Stadt-/Ortsteile aufgefasst werden.

## Übersicht
| Bezirk                      | Nr.      | An- zahl Unt.- bez. | Fläche [km²] | Sied- lungs- fläche [km²] | Einwohner | EW / km² | EW / km² Siedl.- fläche | (Haupt-)Gemarkungen |
| --------------------------- | -------- | ------------------- | ------------ | ------------------------- | --------- | -------- | ----------------------- | --- |
| City                        | 000      | 4                   | 1,779        | 0,61                      | 9.782     | 5499     | 16.000                  | DO |
| Westfalenhalle              | 010      | 3                   | 3,741        | 0,71                      | 15.893    | 4248     | 22.400                  | DO |
| Dorstfelder Brücke          | 020      | 3                   | 2,115        | 0,35                      | 12.323    | 5826     | 35.200                  | DO |
| Dorstfeld                   | 030      | 3                   | 6,124        | 1,04                      | 14.528    | 2372     | 14.000                  | Dorstfeld, Marten (Südosten der Gemarkung, Industriegebiet jenseits A 45 und Eisenbahn)                                                       |
| Stadtbezirk Innenstadt-West | 0000–030 | 13                  | 13,760       | 2,71                      | 52.526    | 3817     | 19.300                  | DO, Dorstfeld, Marten |
| Hafen                       | 040      | 3                   | 4,617        | 0,45                      | 18.201    | 3942     | 40.400                  | DO |
| Nordmarkt                   | 050      | 4                   | 3,246        | 0,69                      | 28.022    | 8633     | 40.600                  | DO |
| Borsigplatz                 | 060      | 2                   | 6,552        | 0,36                      | 13.040    | 1990     | 36.200                  | DO |
| Stadtbezirk Innenstadt-Nord | 0040–060 | 9                   | 14,415       | 1,51                      | 59.263    | 4111     | 39.200                  | DO |
| Kaiserbrunnen               | 070      | 3                   | 3,722        | 1,08                      | 25.891    | 6956     | 24.000                  | DO (inkl. ehemaliger Gemarkung Körne) |
| Westfalendamm               | 080      | 4                   | 4,564        | 1,49                      | 18.409    | 4033     | 12.300                  | DO |
| Ruhrallee                   | 090      | 2                   | 2,979        | 0,64                      | 12.984    | 4359     | 20.300                  | DO |
| Stadtbezirk Innenstadt-Ost  | 0070-090 | 9                   | 11,265       | 3,21                      | 57.284    | 5085     | 17.800                  | DO (inkl. Körne) |
| Innenstadtteile gesamt      | 000-090  | 31                  | 39,440       | 7,43                      | 169.073   | 4287     | 22.800                  | DO (inkl. Körne), Dorstfeld, Marten |
| Brechten                    | 110      | 2                   | 7,178        | 1,10                      | 9.510     | 1325     | 8.600                   | Brechten |
| Eving                       | 120      | 4                   | 7,442        | 1,47                      | 22.253    | 2990     | 15.100                  | Eving, Kemminghausen |
| Holthausen                  | 130      | 1                   | 4,964        | 0,06                      | 1.043     | 210      | 17.300                  | Holthausen |
| Lindenhorst                 | 140      | 1                   | 3,309        | 0,42                      | 6.002     | 1814     | 14.300                  | Lindenhorst |
| Stadtbezirk Eving           | 110-140  | 8                   | 22,894       | 3,06                      | 38.808    | 1695     | 12.700                  | div. |
| Derne                       | 210      | 2                   | 4,033        | 0,52                      | 6.797     | 1685     | 11.900                  | Derne |
| Hostedde                    | 220      | 2                   | 4,316        | 0,24                      | 2.278     | 528      | 9.500                   | Hostedde, Grevel (kleinere Nordhälfte mit ehemaligem Kernort)                                                                                 |
| Kirchderne                  | 230      | 2                   | 2,450        | 0,45                      | 4.077     | 1664     | 9.100                   | Kirchderne (Nordwesthälfte) |
| Kurl-Husen                  | 240      | 4                   | 6,248        | 0,92                      | 7.326     | 1173     | 8.000                   | Kurl, Husen |
| Lanstrop                    | 250      | 2                   | 7,256        | 0,48                      | 4.354     | 600      | 9.100                   | Lanstrop |
| Alt-Scharnhorst             | 260      | 3                   | 4,231        | 0,84                      | 8.822     | 2085     | 10.500                  | Kirchderne (Südosthälfte) |
| Scharnhorst-Ost             | 270      | 1                   | 2,901        | 0,52                      | 12.742    | 4392     | 24.500                  | Grevel (größere Südhälfte) |
| Stadtbezirk Scharnhorst     | 210-270  | 16                  | 31,438       | 3,98                      | 46.396    | 1476     | 11.700                  | div. |
| Asseln                      | 310      | 5                   | 8,403        | 0,96                      | 8.784     | 1045     | 9.200                   | Asseln |
| Brackel                     | 320      | 8                   | 9,852        | 1,88                      | 24.489    | 2486     | 13.000                  | Brackel |
| Wambel                      | 330      | 3                   | 3,708        | 0,64                      | 7.695     | 2075     | 12.000                  | Wambel |
| Wickede                     | 340      | 4                   | 8,916        | 1,29                      | 15.173    | 1702     | 11.800                  | Wickede |
| Stadtbezirk Brackel         | 310-340  | 20                  | 30,880       | 4,75                      | 56.141    | 1818     | 11.800                  | div. |
| Aplerbeck                   | 410      | 7                   | 8,761        | 2,39                      | 21.457    | 2449     | 9.000                   | Aplerbeck |
| Berghofen                   | 420      | 3                   | 5,044        | 1,56                      | 11.900    | 2359     | 7.600                   | Berghofen |
| Schüren                     | 430      | 2                   | 3,870        | 0,78                      | 10.275    | 2655     | 13.200                  | Schüren |
| Sölde                       | 440      | 2                   | 2,407        | 0,63                      | 5.609     | 2330     | 8.900                   | Sölde (Nordhälfte) |
| Sölderholz                  | 450      | 2                   | 4,897        | 0,81                      | 6.047     | 1235     | 7.500                   | Sölde (Südhälfte), Lichtendorf |
| Stadtbezirk Aplerbeck       | 410-450  | 16                  | 24,980       | 6,18                      | 55.288    | 2213     | 8.900                   | div. |
| Benninghofen                | 510      | 2                   | 2,753        | 0,88                      | 8.511     | 3092     | 9.700                   | Benninghofen (Norden und Loh in der Mitte) |
| Hacheney                    | 520      | 2                   | 1,294        | 0,15                      | 1.570     | 1213     | 10.500                  | Hacheney (Süden des Ostteils) |
| Hörde                       | 530      | 5                   | 5,916        | 1,12                      | 26.595    | 4495     | 23.700                  | Hörde, Hacheney (Norden des Ostteils) |
| Holzen                      | 540      | 2                   | 8,066        | 1,41                      | 8.892     | 1102     | 6.300                   | Holzen, Niederhofen (je unbesiedelte Mitte und Südteil), Benninghofen (Höchsten im Süden der Gemarkung)                                       |
| Syburg                      | 550      | 2                   | 8,122        | 0,51                      | 1.410     | 174      | 2.800                   | Syburg inc. Buchholz im Nordosten, das einst zur Stadt Westhofen gehörte                                                                      |
| Wellinghofen                | 560      | 2                   | 1,931        | 0,73                      | 7.131     | 3692     | 9.800                   | Wellinghofen, Wichlinghofen (nur Norden), Niederhofen (nur besiedelter Norden)                                                                |
| Wichlinghofen               | 570      | 1                   | 1,706        | 0,37                      | 2.439     | 1430     | 6.600                   | Wichlinghofen (ohne Norden) |
| Stadtbezirk Hörde           | 510-570  | 16                  | 29,789       | 5,24                      | 56.547    | 1898     | 10.800                  | div. |
| Barop                       | 610      | 5                   | 1,961        | 0,64                      | 7.574     | 3862     | 11.800                  | Barop (Südosthälfte) |
| Bittermark                  | 620      | 1                   | 3,625        | 0,41                      | 2.733     | 754      | 6.700                   | Lücklemberg (Südhälfte) |
| Brünninghausen              | 630      | 2                   | 2,164        | 0,46                      | 3.941     | 1821     | 8.600                   | Hacheney (Westteil) |
| Eichlinghofen               | 640      | 3                   | 6,612        | 0,73                      | 8.379     | 1267     | 11.500                  | Eichlinghofen. Salingen, Barop (Nordwesthälfte mit den ehemaligen Hauptorten Groß- und Klein-Barop)                                           |
| Hombruch                    | 650      | 3                   | 2,238        | 0,88                      | 11.680    | 5219     | 13.300                  | Kirchhörde (Norden) |
| Persebeck-Kruckel-Schnee    | 660      | 3                   | 5,189        | 0,53                      | 3.899     | 751      | 7.400                   | Persebeck, Kirchhörde (Südwesten mit Kruckel und Schnee)                                                                                      |
| Kirchhörde-Löttringhausen   | 670      | 8                   | 7,610        | 1,31                      | 9.945     | 1307     | 7.600                   | Kirchhörde (ohne Westen, Südwesten und Norden) nebst Löttringhausen                                                                           |
| Rombergpark-Lücklemberg     | 680      | 2                   | 3,622        | 0,85                      | 5.698     | 1573     | 6.700                   | Lücklemberg (Nordhälfte), Hacheney (südliches Zentrum)                                                                                        |
| Menglinghausen              | 690      | 1                   | 1,953        | 0,25                      | 3.106     | 1590     | 12.400                  | Menglinghausen |
| Stadtbezirk Hombruch        | 610-690  | 28                  | 34,975       | 6,03                      | 56.955    | 1628     | 9.400                   | div. |
| Bövinghausen                | 710      | 1                   | 2,507        | 0,43                      | 5.741     | 2290     | 13.400                  | Bövinghausen, Dellwig (westlicher Norden) |
| Kley                        | 720      | 1                   | 1,600        | 0,24                      | 3.397     | 2123     | 14.200                  | Kley (größere Osthälfte) |
| Lütgendortmund              | 730      | 6                   | 7,223        | 1,88                      | 22.637    | 3134     | 12.000                  | Lütgendortmund, Holte-Kreta, Dellwig (südlicher Westen), Kley (kleinere Westhälfte mit Somborn)                                               |
| Marten                      | 740      | 2                   | 4,320        | 0,71                      | 9.641     | 2232     | 13.600                  | Marten |
| Oespel                      | 750      | 1                   | 4,150        | 0,53                      | 4.218     | 1016     | 8.000                   | Oespel (ohne Teile südlich der B 1) |
| Westrich                    | 760      | 1                   | 2,644        | 0,26                      | 2.500     | 946      | 9.600                   | Westrich, Dellwig (größere Osthälfte mit ehemaligem Kernort)                                                                                  |
| Stadtbezirk Lütgendortmund  | 710-760  | 12                  | 22,444       | 4,05                      | 48.134    | 2145     | 11.900                  | div. |
| Deusen                      | 810      | 1                   | 3,109        | 0,19                      | 1.724     | 555      | 9.100                   | Deusen (sowie den Kernort Ellinghausens) |
| Huckarde                    | 820      | 5                   | 6,424        | 1,24                      | 16.865    | 2625     | 13.600                  | Huckarde nebst Wischlingen im westlichen Süden                                                                                                |
| Jungferntal-Rahm            | 830      | 2                   | 2,083        | 0,51                      | 6.682     | 3208     | 13.100                  | Rahm, Kirchlinde (östlich jenseits der A 45 gelegener Teil Jungferntal)                                                                       |
| Kirchlinde                  | 840      | 3                   | 3,484        | 0,90                      | 11.060    | 3175     | 12.300                  | Kirchlinde (ohne Ostnordosten) |
| Stadtbezirk Huckarde        | 810-840  | 11                  | 15,100       | 2,85                      | 36.331    | 2406     | 12.700                  | div. |
| Bodelschwingh               | 910      | 1                   | 3,316        | 0,61                      | 6.679     | 2014     | 10.900                  | Bodelschwingh |
| Mengede                     | 920      | 4                   | 6,737        | 1,11                      | 12.268    | 1821     | 11.100                  | Mengede, Oestrich (mit dem Norden der ehemaligen Femarkung Brüninghausens)                                                                    |
| Nette                       | 930      | 1                   | 2,726        | 0,52                      | 6.317     | 2317     | 12.100                  | Nette (größere Westhälfte mit Obernette im Süden)                                                                                             |
| Oestrich                    | 940      | 1                   | 2,711        | 0,48                      | 6.077     | 2242     | 12.700                  | Oestrich (mit Brüninghausen im Westen) |
| Schwieringhausen            | 950      | 4                   | 10,229       | 0,13                      | 739       | 72       | 5.700                   | Ellinghausen (ohne ehemaligen Hauptort im Süden), Groppenbruch, Schwieringhausen, Nette (kleinere, kaum besiedelte Osthälfte mit Niedernette) |
| Westerfilde                 | 960      | 1                   | 3,047        | 0,46                      | 6.960     | 2284     | 15.100                  | Westerfilde |
| Stadtbezirk Mengede         | 910-960  | 12                  | 28,767       | 3,27                      | 39.040    | 1357     | 11.900                  | div. |
| Außenstadtteile gesamt      | 110–960  | 139                 | 241,268      | 39,41                     | 433.640   | 1797     | 11.000                  | div. |
| Dortmund                    | 000–960  | 170                 | 280,708      | 46,84                     | 592.016   | 2109     | 12.600                  | alle |

## Stadtbezirke

### Innenstadt-West
Der Stadtbezirk Innenstadt-West umfasst den historischen Stadtkern Dortmunds, in dem auch heute noch sämtliche zentralen Einrichtungen der Stadt liegen sowie das am 10. Juni 1914 eingemeindete Dorstfeld und die sich südlich an die Innenstadt anschließenden Siedlungsgebiete Klinik- und Kreuzviertel.
| Nummer | (Unter-)Bezirk     | Einwohner | EW / km² Siedlungs- fläche | Anmerkung                                                    |
| ------ | ------------------ | --------- | -------------------------- | ------------------------------------------------------------ |
| 00     | City               | 9.128     |                            |                                                              |
| 001    | City-Ost           | 2.848     | 13.300                     | umfasst das Brückstraßenviertel                              |
| 002    | City-West          | 897       | 6.600                      |                                                              |
| 003    | Cityring-West      | 3.229     | 18.500                     | umfasst mit dem Unterbezirk Westpark das Klinikviertel       |
| 004    | Cityring-Ost       | 2.020     | 24.300                     |                                                              |
| 01     | Westfalenhalle     | 15.420    |                            |                                                              |
| 011    | Westfalenhalle     | 6.928     | 24.200                     | umfasst mit dem Unterbezirk Südwestfriedhof das Kreuzviertel |
| 012    | Südwestfriedhof    | 2.574     | 21.500                     | umfasst mit dem Unterbezirk Westfalenhalle das Kreuzviertel  |
| 013    | Tremonia           | 5.903     | 19.200                     |                                                              |
| 02     | Dorstfelder Brücke | 11.793    |                            |                                                              |
| 021    | Westpark           | 4.106     | 29.900                     | umfasst mit dem Unterbezirk Cityring-West das Klinikviertel  |
| 022    | Dorstfelder Brücke | 6.287     | 39.400                     |                                                              |
| 023    | Union              | 1.432     | 28.700                     | umfasst das Unionviertel                                     |
| 03     | Dorstfeld          | 15.181    |                            |                                                              |
| 031    | Hallerey           | 4.198     | 20.200                     |                                                              |
| 032    | Dorstfeld          | 4.887     | 16.000                     |                                                              |
| 033    | Oberdorstfeld      | 6.483     | 12.400                     |                                                              |

### Innenstadt-Nord
Der Stadtbezirk Innenstadt-Nord, häufig einfach Nordstadt genannt, entstand im Zuge der Industrialisierung als Arbeiterwohnviertel. Es ist das älteste und größte zusammenhängende Altbaugebiet im Ruhrgebiet.
| Nummer | (Unter-)Bezirk   | Einwohner | EW / km² Siedlungs- fläche | Anmerkung                                                                            |
| ------ | ---------------- | --------- | -------------------------- | ------------------------------------------------------------------------------------ |
| 04     | Hafen            | 17.072    |                            |                                                                                      |
| 041    | Hafen            | 7.227     | 37.900                     |                                                                                      |
| 042    | Hafen-Süd        | 4.270     | 37.900                     |                                                                                      |
| 043    | Hafen-Südost     | 5.336     | 35.200                     |                                                                                      |
| 05     | Nordmarkt        | 24.951    |                            | dichtest besiedelter Stadtteil im Stadtbezirk Innenstadt-Nord sowie in ganz Dortmund |
| 051    | Nordmarkt-Süd    | 7.861     | 34.400                     |                                                                                      |
| 052    | Nordmarkt-Südost | 3.813     | 43.200                     |                                                                                      |
| 053    | Nordmarkt-West   | 8.670     | 32.000                     |                                                                                      |
| 054    | Nordmarkt-Ost    | 4.467     | 42.600                     |                                                                                      |
| 06     | Borsigplatz      | 11.141    |                            |                                                                                      |
| 061    | Borsigplatz      | 7.524     | 36.000                     |                                                                                      |
| 062    | Westfalenhütte   | 3.582     | 24.000                     |                                                                                      |

### Innenstadt-Ost
Der Stadtbezirk Innenstadt-Ost ist der östlichste der drei Innenstadtbezirke. Die ehemalige Gemeinde Körne wurde am 1. April 1905 nach Dortmund eingemeindet.
| Nummer | (Unter-)Bezirk     | Einwohner | EW / km² Siedlungs- fläche | Anmerkung                                      |
| ------ | ------------------ | --------- | -------------------------- | ---------------------------------------------- |
| 07     | Kaiserbrunnen      | 24.017    |                            |                                                |
| 071    | Kaiserbrunnen      | 7.774     | 22.600                     | umfasst das Gerichts- und Kaiserstraßenviertel |
| 072    | Funkenburg         | 6.745     | 28.100                     |                                                |
| 073    | Körne              | 9.163     | 18.600                     |                                                |
| 08     | Westfalendamm      | 17.387    |                            |                                                |
| 081    | Westfalendamm-Nord | 3.770     | 11.600                     |                                                |
| 082    | Gartenstadt-Nord   | 6.984     | 13.500                     |                                                |
| 083    | Westfalendamm-Süd  | 4.171     | 13.300                     |                                                |
| 084    | Gartenstadt-Süd    | 2.126     | 6.300                      |                                                |
| 09     | Ruhrallee          | 12.286    |                            |                                                |
| 091    | Ruhrallee West     | 7.230     | 23.700                     |                                                |
| 092    | Ruhrallee Ost      | 4.737     | 14.300                     |                                                |

### Eving
Der Stadtbezirk Eving liegt im Norden Dortmunds. Sein Gebiet wurde am 10. Juni 1914 (Eving und Lindenhorst) beziehungsweise am 1. April 1928 (Brechten und Holthausen bei Brechten, bis 1905 Holthausen bei Lünen) nach Dortmund eingemeindet.
| Nummer | (Unter-)Bezirk | Einwohner | EW / km² Siedlungs- fläche | Anmerkung |
| ------ | -------------- | --------- | -------------------------- | --------- |
| 11     | Brechten       | 8.942     |                            |           |
| 111    | Brechten-Nord  | 5.429     | 8.300                      |           |
| 112    | Brechten-Süd   | 3.496     | 7.900                      |           |
| 12     | Eving          | 21.329    |                            |           |
| 121    | Niedereving    | 3.856     | 13.300                     |           |
| 122    | Eving          | 4.146     | 13.200                     |           |
| 123    | Obereving      | 11.558    | 15.200                     |           |
| 124    | Kemminghausen  | 1.738     | 16.400                     |           |
| 13     | Holthausen     | 422       |                            |           |
| 130    | Holthausen     | 434       | 7.000                      |           |
| 14     | Lindenhorst    | 5.475     |                            |           |
| 140    | Lindenhorst    | 5.490     | 13.000                     |           |

### Scharnhorst
Das Gebiet des jetzigen Stadtbezirks Scharnhorst wurde am 1. April 1928 nach Dortmund eingemeindet. Alt-Scharnhorst entstand im Zuge der Industrialisierung am 1. April 1918 aus Teilen der eingemeindeten Orte Brackel und Wambel als Bergarbeitersiedlung rund um die Zeche Scharnhorst. Scharnhorst-Ost wurde ab 1965 als Großsiedlung (Planstadt) auf dem Gebiet der ehemaligen Gemeinde Grevel angelegt.
| Nummer | (Unter-)Bezirk        | Einwohner | EW / km² Siedlungs- fläche | Anmerkung |
| ------ | --------------------- | --------- | -------------------------- | --------- |
| 21     | Derne                 | 6.186     |                            |           |
| 211    | Altenderne            | 919       | 7.700                      |           |
| 212    | Derne                 | 5.372     | 13.300                     |           |
| 22     | Hostedde              | 2.225     |                            |           |
| 221    | Grevel                | 633       | 7.600                      |           |
| 222    | Hostedde              | 1.581     | 10.100                     |           |
| 23     | Kirchderne            | 3.943     |                            |           |
| 231    | Franz-Zimmer-Siedlung | 2.822     | 8.500                      |           |
| 232    | Kirchderne            | 1.248     | 8.900                      |           |
| 24     | Kurl-Husen            | 7.435     |                            |           |
| 241    | Kurl-Nord             | 1.021     | 5.800                      |           |
| 242    | Kurl-Süd              | 2.700     | 9.200                      |           |
| 243    | Husen-Nord            | 531       | 7.600                      |           |
| 244    | Husen-Süd             | 3.275     | 8.700                      |           |
| 25     | Lanstrop              | 3.992     |                            |           |
| 251    | Lanstrop-Neu          | 3.065     | 10.400                     |           |
| 252    | Lanstrop-Alt          | 1.217     | 6.500                      |           |
| 26     | Alt-Scharnhorst       | 8.244     |                            |           |
| 261    | MSA-Siedlung          | 3.244     | 7.900                      |           |
| 262    | Alt-Scharnhorst       | 3.540     | 15.200                     |           |
| 263    | Westholz              | 1.545     | 7.700                      |           |
| 27     | Scharnhorst-Ost       | 12.183    |                            |           |
| 270    | Scharnhorst-Ost       | 12.485    | 23.800                     |           |

### Brackel
Der Stadtbezirk Brackel liegt im Osten Dortmunds. Er geht wie die Stadt selbst vermutlich auf eine karolingische Reichshofgründung zurück. Brackel und Wambel wurden am 1. April 1918, Asseln und Wickede am 1. April 1928 nach Dortmund eingemeindet.
| Nummer | (Unter-)Bezirk          | Einwohner | EW / km² Siedlungs- fläche | Anmerkung                                                           |
| ------ | ----------------------- | --------- | -------------------------- | ------------------------------------------------------------------- |
| 31     | Asseln                  | 8.745     |                            |                                                                     |
| 311    | Asselburg               | 2.924     | 11.800                     |                                                                     |
| 312    | Asseln Dorf             | 1.368     | 9.600                      |                                                                     |
| 313    | Asseln Hellweg          | 1.077     | 7.300                      |                                                                     |
| 314    | Kolonie Holstein        | 2.727     | 8.300                      |                                                                     |
| 315    | Kolonie Neuasseln       | 731       | 8.000                      | bildet mit dem Unterbezirk Funkturmsiedlung den Ortsteil Neuasseln  |
| 32     | Brackel                 | 22.222    |                            |                                                                     |
| 321    | Brackeler Feld          | 2.822     | 12.500                     |                                                                     |
| 322    | Westheck                | 4.399     | 11.800                     |                                                                     |
| 323    | Reichshof               | 3.696     | 14.200                     |                                                                     |
| 324    | Brackel Dorf            | 3.183     | 11.200                     |                                                                     |
| 325    | Brackel Hellweg         | 963       | 9.400                      |                                                                     |
| 326    | Knappschaftskrankenhaus | 2.055     | 9.900                      |                                                                     |
| 327    | Hauptfriedhof           | 1.870     | 8.800                      |                                                                     |
| 328    | Funkturmsiedlung        | 2.982     | 13.100                     | bildet mit dem Unterbezirk Kolonie Neuasseln den Ortsteil Neuasseln |
| 33     | Wambel                  | 7.829     |                            |                                                                     |
| 331    | Wambel Dorf             | 2.344     | 11.500                     |                                                                     |
| 332    | Breierspfad             | 2.932     | 11.200                     |                                                                     |
| 333    | Pferderennbahn          | 2.469     | 14.200                     |                                                                     |
| 34     | Wickede                 | 15.350    |                            |                                                                     |
| 341    | Wickeder Feld           | 6.292     | 15.600                     |                                                                     |
| 342    | Wickede Dorf            | 4.242     | 9.900                      |                                                                     |
| 343    | Dollersweg              | 2.966     | 10.100                     |                                                                     |
| 344    | Flughafen               | 2.249     | 13.500                     |                                                                     |

### Aplerbeck
Der Stadtbezirk Aplerbeck liegt im Südosten Dortmunds. Nach der Legenda aurea wurden hier im 7. Jahrhundert die Brüder Ewaldi erschlagen. Sein Gebiet wurde am 1. August 1929, Lichtendorf am 1. Januar 1975 nach Dortmund eingemeindet.
Folgende Gemarkungen liegen im Stadtbezirk:
- 1226 Aplerbeck
- 1228 Berghofen (ohne äußersten Nordwesten)
- 1236 Schüren (ohne äußersten Südwesten)
- 1237 Sölde
- 1241 Benninghofen (kleiner Teil im nördlichen Osten der Gemarkung)
- 1302 Lichtendorf

Bis auf Grenzverschiebungen entsprechen die Gemarkungen (außer Benninghofen) den heutigen statistischen Bezirken des Stadtbezirks; lediglich Lichtendorf wurde mit dem Süden Söldes vereinigt und taucht namentlich erst bei den Unterbezirken auf.
| Nummer | (Unter-)Bezirk        | Einwohner | EW / km² Siedlungs- fläche | Anmerkung |
| ------ | --------------------- | --------- | -------------------------- | --- |
| 41     | Aplerbeck             | 21.472    |                            | Aplerbeck (ohne Teil im Nordwesten, äußersten Südosten, jenseits der Eisenbahn, südlichen Westen und äußersten Südwesten, jenseits der B 236), Sölde (äußerster Nordwesten), Berghofen (kleiner Teil im mittleren Osten)                                                                                    |
| 411    | Aplerbecker Straße    | 2.639     | 8.000                      | Nordosten der Gemarkung Aplerbeck, äußerster Nordwesten Söldes |
| 412    | Marsbruchstraße       | 3.773     | 10.800                     | Nordwesten der Gemarkung Aplerbeck (ohne dessen Westen) |
| 413    | Aplerbecker Markt     | 4.016     | 12.900                     | Nördlich zentraler Westen der Gemarkung Aplerbeck |
| 414    | Vieselerhofstraße     | 2.384     | 9.100                      | Nördlich zentraler Osten der Gemarkung Aplerbeck |
| 415    | Aplerbeck Bahnhof Süd | 3.675     | 10.800                     | Südlich zentraler Westen der Gemarkung Aplerbeck |
| 416    | Aplerbecker Mark      | 4.384     | 7.500                      | Südwesten der Gemarkung Aplerbeck (ohne äußersten Südwesten), kleiner Teil im Osten Berghofens |
| 417    | Schwerter Straße      | 1.410     | 6.700                      | Südosten der Gemarkung Aplerbeck (ohne äußersten Südosten) |
| 42     | Berghofen             | 11.963    |                            | Gemarkung Berghofen (ohne äußersten Nordwesten, äußersten Norden und äußersten Osten), Benninghofen (kleiner Teil im nördlichen Osten), Schüren (äußerster Süden, jenseits der Eisenbahngleise), Aplerbeck (südlicher Westen und minimaler Anteil im äußersten Südwesten der Gemarkung, jenseits der B 236) |
| 421    | Berghofen Dorf        | 6.299     | 7.900                      | Gemarkung Berghofen (Westen), Benninghofen (kleiner Teil im nördlichen Osten) |
| 422    | Ostkirchstraße        | 3.235     | 8.900                      | Nordosten der Gemarkung Berghofen, Aplerbeck (südlicher Westen), Schüren (äußerster Süden) |
| 423    | Berghofer Mark        | 2.377     | 5.900                      | Süden der Gemarkung Berghofen, Aplerbeck (minimale Anteile, äußerster Südwesten) |
| 43     | Schüren               | 9.556     |                            | Gemarkung Schüren (ohne äußersten Südwesten und äußersten Süden), Berghofen (Randanteile im Norden der Gemarkung, nördlich der Eisenbahn und östlich der B 236) |
| 431    | Schüren-Neu           | 4.984     | 15.000                     | Nordhälfte Schürender Gemarkung, Nordwestrand Aplerbecks, Berghofen (Randanteile im Norden der Gemarkung, nördlich der Eisenbahn und östlich der B 236) |
| 432    | Schüren-Alt           | 4.421     | 9.900                      | Südhälfte der Gemarkung Schüren, ohne äußersten Südwesten und äußersten Süden (jenseits der Eisenbahn), Berghofen (Randanteile im Norden der Gemarkung, nördlich der Eisenbahn und östlich der B 236) |
| 44     | Sölde                 | 5.771     |                            | Gemarkung Sölde (Nordhälfte, ohne äußersten Nordwesten) |
| 441    | Sölde-Nord            | 3.861     | 9.400                      | Norden der Gemarkung Sölde (ohne äußersten Nordwesten) |
| 442    | Sölde-Süd             | 1.931     | 9.000                      | Zentrum der Gemarkung Sölde |
| 45     | Sölderholz            | 6.140     |                            | Gemarkungen Sölde (Südosthälfte), Lichtendorf und Aplerbeck (äußerster Südosten, jenseits der Eisenbahn) |
| 451    | Sölderholz            | 3.708     | 8.400                      | Gemarkungen Sölde (Südosthälfte) und Aplerbeck (äußerster Südosten, jenseits der Eisenbahn) |
| 452    | Lichtendorf           | 2.534     | 6.800                      | Gemarkung Lichtendorf |

### Hörde
Das Gebiet des jetzigen Stadtbezirks Hörde umfasst den ehemaligen Stadtkreis Hörde, der am 1. April 1928 nach Dortmund eingemeindet wurde. Am 1. August 1929 folgten die ehemals selbstständigen Gemeinden Syburg und Wellinghofen. Holzen wurde schließlich am 1. Januar 1975 eingemeindet.
Folgende Gemarkungen liegen im Stadtbezirk:
- 1228 Berghofen (nur äußerster Nordwesten der Gemarkung)
- 1236 Schüren (nur äußerster Südwesten der Gemarkung)
- 1241 Benninghofen (ohne nördlicheren Osten)
- 1243 Hacheney (Osthälfte)
- 1246 Wellinghofen
- 1247 Hörde
- 1301 Holzen
- 1303 Syburg (mit Buchholz, ehemals Westhofen)
- 1901 Niederhofen
- 1902 Wichlinghofen (ohne äußersten Nordwesten, jenseits der B 54)

Alle in nennenswertem Umfange zum Stadtbezirk gehörende Gemarkungsnamen, bis auf Niederhofen, sind auch Namen von statistischen Bezirken – jedoch in z. T. geänderten Grenzen und im Falle Hacheney trägt weniger als die Hälfte der Gemarkung den Namen heute.
| Nummer | (Unter-)Bezirk        | Einwohner | EW / km² Siedlungs- fläche | Anmerkung |
| ------ | --------------------- | --------- | -------------------------- | --- |
| 51     | Benninghofen          | 8.489     |                            | Norden und Mitte der Gemarkung Benninghofen |
| 511    | Benninghofen          | 4.557     | 12.700                     | Norden der Gemarkung Benninghofen |
| 512    | Loh                   | 3.891     | 7.500                      | Mitte der Gemarkung Benninghofen |
| 52     | Hacheney              | 1.610     |                            | Südosten der Gemarkung Hacheney |
| 521    | Schulzentrum Hacheney | 944       | 14.800                     | (Teil westlich der B 54) |
| 522    | Pferdebachtal         | 746       | 8.300                      | (Teil östlich der B 54) |
| 53     | Hörde                 | 22.961    |                            | Gemarkung Hörde, Gemarkung Hacheney (Phönixpark, äußerster Nordosten)                                                                                  |
| 531    | Remberg               | 7.247     | 15.100                     | Äußerster Norden der Gemarkung Hörde (jenseits der Eisenbahn)                                                                                          |
| 532    | Hörde                 | 3.587     | 20.000                     | Durch Bahngleise eingegrenzter Zentralteil der Gemarkung Hörde, äußerster Südwesten Schürens und äußerster Nordwesten Berghofens                       |
| 533    | Phönix-West           | 3.311     | 24.200                     | Gemarkung Hacheney (Phönixpark, äußerster Nordosten), Gemarkung Hörde (äußerster Westen)                                                               |
| 534    | Brücherhof            | 5.743     | 21.100                     | Zentraler Süden der Gemarkung Hörde |
| 535    | Clarenberg            | 3.087     | 28.700                     | Südosten der Gemarkung Hörde, äußerster Nordwesten Berghofens                                                                                          |
| 54     | Holzen                | 9.059     |                            | Gemarkung Holzen, Süden der Gemarkung Benninghofen, unbesiedelter Großteil der Gemarkung Niederhofen (ohne Norden und Südwesten)                       |
| 541    | Höchsten              | 2.404     | 6.400                      | Süden der Gemarkung Benninghofen, unbesiedelter Großteil der Gemarkung Niederhofen (ohne Norden und Südwesten)                                         |
| 542    | Holzen                | 6.746     | 6.500                      | Gemarkung Holzen |
| 55     | Syburg                | 1.492     |                            | Gemarkung Syburg |
| 551    | Syburg                | 969       | 2.900                      | Gemarkung Syburg ohne Nordosten |
| 552    | Buchholz              | 542       | 3.100                      | Nordosten der Gemarkung Syburg, ehemals Teil der Stadt Westhofen, deren Rest zu Schwerte kam                                                           |
| 56     | Wellinghofen          | 7.241     |                            | Gemarkung Wellinghofen; in der Bebauung anschließende Nordteile von Wichlinghofen (ohne äußersten Nordwesten) und Niederhofens                         |
| 561    | Wellinghofen          | 3.778     | 11.600                     | Größere Nordhälfte der Gemarkung Wellinghofen |
| 562    | Durchstraße           | 3.368     | 8.300                      | Kleinere Nordhälfte der Gemarkung Wellinghofen; in der Bebauung anschließende Nordteile von Wichlinghofen (ohne äußersten Nordwesten) und Niederhofens |
| 57     | Wichlinghofen         | 2.442     |                            | Gemarkung Wichlinghofen ohne Norden, äußerster Süden von Niederhofen                                                                                   |
| 570    | Wichlinghofen         | 2.508     | 6.700                      | |

### Hombruch
Der Stadtbezirk Hombruch liegt im Dortmunder Süden. Er ist der größte der Dortmunder Stadtbezirke. Sein Gebiet wurde am 1. August 1929 nach Dortmund eingemeindet.
Folgende Gemarkungen liegen im Stadtbezirk:
- 1240 Barop
- 1243 Hacheney (Westhälfte)
- 1244 Kirchhörde
- 1288 Eichlinghofen
- 1900 Lücklemberg
- 1907 Persebeck
- 1908 Salingen

Die heutige Struktur des Stadtbezirks hat nur noch sehr wenig mit den historischen Zugehörigkeiten zu tun; so zerfällt die sehr große Gemarkung Kirchhörde heute in drei einander strukturell verschiedene statistische Bezirke, deren einwohnerstärkster und wichtigster das über Barop an die Kernstadt anschließende Hombruch ist. Der Nordwesten der Baroper Gemarkung mit der Universität wird wiederum heute zu Eichlinghofen gezählt – wie auch Salingen. Die Gemarkung Lücklemberg teilts sich heute in zwei verschiedene Bezirke, Rombergpark-Lücklemberg und Bittermark, auf. Auch die Gemarkung Hacheney teilt sich heute in zwei Bezirke auf – allerdings liegt der Namensnachfolger im östlich benachbarten Stadtbezirk Hörde. Persebeck ist, wie auch Salingen, heute nur noch ein statistischer Unterbezirk.
| Nummer | (Unter-)Bezirk             | Einwohner | EW / km² Siedlungs- fläche | Anmerkung |
| ------ | -------------------------- | --------- | -------------------------- | --- |
| 61     | Barop                      | 7.497     |                            | Südosthälfte der Gemarkung Barop (ohne ehemalige Hauptorte Groß- und Klein-Barop). äußerster Ostnordosten Menglinghausens sowie Kleingärten im äußersten Westen der Hacheneyer Gemarkung          |
| 611    | Schönau                    | 1.205     | 9.000                      | Nordosten der Baroper Gemarkung |
| 612    | Ostenbergstraße            | 532       | 9.500                      | Südlich des Zentrums der Baroper Gemarkung |
| 613    | Krückenweg                 | 3.700     | 12.800                     | Osten der Baroper Gemarkung sowie Kleingärten im äußersten nördlichen Westen der Hacheneyer |
| 614    | Baroper Markt              | 1.696     | 13.300                     | Süden der Baroper Gemarkung und äußerster Nordosten der Menglinghäuser |
| 615    | Zechenplatz                | 462       | 14.700                     | Äußerster Südosten der Baroper Gemarkung |
| 62     | Bittermark                 | 2.623     |                            | Südhälfte der Gemarkung Lücklemberg |
| 620    | Bittermark                 | 2.563     | 6.300                      | |
| 63     | Brünninghausen             | 3.948     |                            | Westen der Gemarkung Hacheney (ohne äußersten Westen) |
| 631    | Brünninghausen             | 901       | 6.200                      | Nördlicher Westen der Gemarkung Hacheney (ohne Kleingärten im äußersten Westen), mit Nordwestteil des ehemaligen namensgebenden Dorfes im Südosten und dem ehemaligen Dorf Renninghausen im Süden |
| 632    | Renninghausen              | 2.901     | 9.200                      | Südwesten der Gemarkung Hacheney (ohne Siedlungsdreieck im äußersten Westen) |
| 64     | Eichlinghofen              | 8.260     |                            | Gemarkung Eichlinghofen, Nordwesthälfte der Gemarkung Barop, Gemarkung Salingen (mit leichten Grenzverschiebungen zu Persebeck im Südosten und ohne den äußersten Süden, südlich der A 44)        |
| 641    | Eichlinghofen              | 4.149     | 9.100                      | Gemarkung Eichlinghofen ohne äußersten Norden und äußersten Osten, Nordosten Salingens (jenseits der A 45); unbesiedelter Nordwesten Menglinghausens                                              |
| 642    | Universität                | 3.832     | 14.800                     | Nordwesthälfte der Gemarkung Barop, äußerster Norden und äußerster Osten Eichlinghofens |
| 643    | Salingen                   | 142       | 11.400                     | Gemarkung Salingen ohne Nordosten (jenseits der A 45) und äußersten Süden (jenseits der A 44), mit leichten Grenzverschiebungen zu Persebeck im Südosten                                          |
| 65     | Hombruch                   | 11.764    |                            | Norden der Gemarkung Kirchhörde und Siedlungsdreieck im äußersten südlichen Westen der Gemarkung Hacheney                                                                                         |
| 651    | Hombruch                   | 5.487     | 15.500                     | Äußerster Norden der Gemarkung Kirchhörde und Siedlungsdreieck im äußersten südlichen Westen der Gemarkung Hacheney                                                                               |
| 652    | Deutsch-Luxemburger-Straße | 5.212     | 12.000                     | Norden der Gemarkung Kirchhörde |
| 653    | Siedlung Rotkehlchenweg    | 1.110     | 12.800                     | Äußerster Nordosten der Gemarkung Kirchhörde |
| 66     | Persebeck-Kruckel-Schnee   | 3.985     |                            | Gemarkung Persebeck mit Grenzverschiebungen zu Salingen und Menglinghausen; Südwesten Kirchhördes (jenseits der A 45, aber westlich der Bahngleise)                                               |
| 661    | Persebeck                  | 2.039     | 8.600                      | Gemarkung Persebeck mit Grenzverschiebungen zu Salingen und Menglinghausen; kleiner Teil im Westen der Gemarkung Kirchhörde, nordwestlich der Bahn (die die heutige Grenze zu Kruckel darstellt)  |
| 662    | Kruckel                    | 1.207     | 9.200                      | Äußerster Westen Kirchhördes |
| 663    | Schnee                     | 735       | 4.600                      | Dünn besiedelter Südwesten der Gemarkung Kirchhörde |
| 67     | Kirchhörde-Löttringhausen  | 9.685     |                            | Gemarkung Kirchhörde ohne Westen, Südwesten und Norden |
| 671    | Großholthausen             | 246       | 6.100                      | Spärlich besiedelter Westen der Gemarkung Kirchhörde (ohne Teile nordwestlich der Eisenbahn und südwestlich der A 45) mit dem namensgebenden Dorf                                                 |
| 672    | Kirchhörde-Nord            | 1.515     | 10.600                     | Zentrum der Gemarkung Kirchhörde |
| 673    | Kleinholthausen            | 870       | 7.800                      | Nordosten der Gemarkung Kirchhörde |
| 674    | Kirchhörde-Ost             | 2.536     | 6.500                      | Osten der Gemarkung Kirchhörde |
| 675    | Kirchhörde-West            | 2.306     | 6.400                      | Östlich zentral in der Gemarkung Kirchhörde |
| 676    | Löttringhausen-Nord        | 1.029     | 12.400                     | Westlich zentral in der Gemarkung Kirchhörde |
| 677    | Löttringhausen-Süd         | 891       | 7.100                      | Süden der Gemarkung Kirchhörde (ohne Teile jenseits der A 45) |
| 678    | Schanze                    | 357       | 4.500                      | Äußerster Süden der Gemarkung Kirchhörde, südlich der A 45 und östlich der Eisenbahn |
| 68     | Rombergpark-Lücklemberg    | 5.355     |                            | |
| 681    | Rombergpark                | 641       | 9.100                      | Südliches Zentrum der Gemarkung Hacheney sowie äußerster Norden Lücklembergs (nördlich der L 661)                                                                                                 |
| 682    | Lücklemberg                | 4.742     | 6.100                      | Nordhälfte der Gemarkung Lücklemberg (ohne äußersten Norden, nördlich der L 661) |
| 69     | Menglinghausen             | 3.125     |                            | Gemarkung Menglinghausen, im Nordwesten um unbesiedelte Teile dezimiert, im Osten (bis zur Eisenbahn) um besiedelte Teile im äußersten Nordwesten Kirchhördes erweitert                           |
| 690    | Menglinghausen             | 3.088     | 12.200                     | |

### Lütgendortmund
Der Stadtbezirk Lütgendortmund liegt im Westen Dortmunds. Sein Gebiet wurde hauptsächlich am 1. April 1928 nach Dortmund eingemeindet. Somborn folgte am 1. August 1929.
Der Stadtbezirk umfasst die Gemarkungen:
- 1285 Bövinghausen
- 1286 Dellwig
- 1291 Kley (mit Somborn)
- 1292 Lütgendortmund
- 1293 Marten (ohne äußersten Nordwesten und äußersten Osten)
- 1294 Oespel
- 1297 Westrich
- 1905 Holte

Während die Gemarkung Dellwig zwischen benachbarten statistischen Bezirken aufgeteilt wurde und somit de facto Dellwig als Ortsteil nicht mehr existiert, ist Holte heute ein Unterbezirk, während es zu allen anderen Gemarkungen einen namensgleichen Bezirk gibt, der jedoch in den Grenzen meistens etwas abweicht.
| Nummer | (Unter-)Bezirk       | Einwohner | EW / km² Siedlungs- fläche | Anmerkung |
| ------ | -------------------- | --------- | -------------------------- | --- |
| 71     | Bövinghausen         | 5.388     |                            | Gemarkung Bövinghausen sowie westlicher Norden Dellwigs |
| 710    | Bövinghausen         | 5.387     | 12.600                     | |
| 72     | Kley                 | 3.370     |                            | Ostteil der Gemarkung Kley (ohne Teil nördlich der B 1) |
| 720    | Kley                 | 3.350     | 14.000                     | |
| 73     | Lütgendortmund       | 22.774    |                            | Gemarkungen Lütgendortmund (ohne äußersten Osten) und Holte; ferner (südlicher) Westen Dellwigs, südwestlich der Eisenbahn, sowie äußerster Norden Kleys (1291) und Nordwesten Oespels (1294) |
| 731    | Holte-Kreta          | 1.260     | 10.300                     | Gemarkung Holte, nach Osten minimal um Kleingärten (äußerster Nordwesten von Lütgendortmund) erweitert                                                                                        |
| 732    | Deipenbeck           | 5.243     | 11.500                     | Nordwesten der Gemarkung Lütgendortmund und Westen von Dellwig |
| 733    | Lütgendortmund-Mitte | 6.842     | 12.500                     | Zentrum der Gemarkung Lütgendortmund, minimale Teile von Dellwig |
| 734    | Lütgendortmund-Ost   | 7.631     | 14.000                     | Osten der Gemark Lütgendortmund (ohne äußersten Osten) sowie kleinere Anteile von Kley (äußerster Norden) und Oespel (äußerster Nordwesten), jenseits der B 1                                 |
| 735    | Lütgendortmund-West  | 1.526     | 10.700                     | Südwesten der Gemarkung Lütgendortmund, jenseits der B 1 |
| 736    | Somborn              | 567       | 9.100                      | Westteil der Gemarkung Kley (ohne Teil nördlich der B 1) |
| 74     | Marten               | 9.394     |                            | Gemarkung Marten (ohne äußersten Nordwesten, jenseits der Eisenbahn, sowie ohne äußersten Osten) sowie äußerster Nordosten Oespels (jenseits der B 1) und äußerster Osten Lütgendortmunds     |
| 741    | Germania             | 3.794     | 14.800                     | Westen der Gemarkung Marten (ohne Teile nordwestlich der Eisenbahn) sowie äußerster Osten Lütgendortmunds                                                                                     |
| 742    | Marten               | 5.536     | 12.200                     | Zentraler Hauptteil der Gemarkung Marten sowie äußerster Nordosten Oespels |
| 75     | Oespel               | 4.290     |                            | Gemarkung Oespel ohne Teile nördlich der B 1 |
| 750    | Oespel               | 4.316     | 8.200                      | |
| 76     | Westrich             | 2.667     |                            | Gemarkung Westrich (ohne minimale Teile im äußersten Osten) sowie größere Osthälfte Dellwigs mit Kernort                                                                                      |
| 760    | Westrich             | 2.735     | 10.400                     | |

### Huckarde
Der Stadtbezirk Huckarde liegt im Westen Dortmunds. Deusen, Huckarde, Rahm und Wischlingen wurden bereits am 10. Juni 1914 nach Dortmund eingemeindet, Kirchlinde am 1. April 1928.
Der Stadtbezirk umfasst die folgenden Gemarkungen:
- 1239 Dortmund (kleiner Teil im Nordwesten der Dortmunder Gemarkung, jenseits der Eisenbahn)
- 1254 Deusen
- 1256 Ellinghausen (nur äußerster Süden, jenseits der L 657, mit ehemaligem Kernort)
- 1266 Nette (nur äußerster Süden, jenseits der Eisenbahn)
- 1271 Westerfilde (nur äußerster Süden)
- 1289 Huckarde
- 1290 Kirchlinde
- 1293 Marten (nur äußerster Nordwesten, jenseits der Eisenbahn)
- 1295 Rahm

Zu allen vier Gemarkungen (Dortmund, Ellinghausen, Nette, Westerfilde und Marten nicht mitgezählt, da in der Hauptsache in anderen Stadtbezirken gelegen) gibt es, in abweichenden Grenzen, namensgleiche statistische Bezirke, wobei Rahm mit einem Teil Kirchlindes zu Jungferntal-Rahm fusioniert wurde.
| Nummer | (Unter-)Bezirk          | Einwohner | EW / km² Siedlungs- fläche | Anmerkung |
| ------ | ----------------------- | --------- | -------------------------- | --- |
| 81     | Deusen                  | 1.886     |                            | Gemarkung Deusen sowie äußerster Süden Ellinghausens nebst ehemaligem Kernort und äußerster Osten Huckardes (jenseits der Gleise)           |
| 810    | Deusen                  | 1.938     | 10.400                     | |
| 82     | Huckarde                | 16.559    |                            | Gemarkung Huckarde (ohne äußersten Nordosten) sowie äußerster Süden Nettes und Teile Rahms (unbesiedelter Norden und kleiner Teil im Osten) |
| 821    | Mailoh                  | 6.314     | 14.200                     | Durch Bahngleise abgegrenzter Norden/Nordosten der Gemarkung Huckarde sowie äußerster Süden Nettes                                          |
| 822    | Erpinghofsiedlung       | 2.615     | 12.500                     | Westen der Gemarkung Huckarde sowie westlich angrenzende, unbesiedelte Teile Rahms                                                          |
| 823    | Wischlingen             | 1.419     | 9.700                      | Südwesten der Gemarkung Huckarde sowie ein kleiner, sich westlich anschließender Teil Rahms                                                 |
| 824    | Huckarde                | 2.960     | 12.700                     | Zentrum der gleichnamigen Gemarkung |
| 825    | Insterburgsiedlung      | 3.487     | 16.700                     | Südosten der Gemarkung Huckardes plus ein kleiner sich östlich, bis zu den Bahngleisen anschließende Teil Dortmunds                         |
| 83     | Jungferntal-Rahm        | 6.252     |                            | Gemarkung Rahms ohne unbesiedelten Norden und einen kleinen Teil im Osten sowie der jenseits der A 45 gelegene Ostnordosten Kirchlindes     |
| 831    | Jungferntal             | 5.391     | 13.000                     | Jenseits der A 45 gelegener Teil der Gemarkung Kirchlindes sowie sich östlich anschließende Teile Rahms                                     |
| 832    | Rahm                    | 1.067     | 10.900                     | Südlich der L 750 gelegener Teil Rahms ohne kleine Teile im äußersten Osten                                                                 |
| 84     | Kirchlinde              | 10.981    |                            | Gemarkung Kirchlinde (ohne Ostnordosten) sowie äußerster Nordwesten Martens                                                                 |
| 841    | Kirchlinde-Alt          | 3.176     | 12.600                     | Zentral- und Nordteil der Gemarkung Kirchlinde sowie äußerster Süden Ellinghausens nebst namensgebendem Dorf                                |
| 842    | Siedlung Siepmannstraße | 3.059     | 14.500                     | Westen der Gemarkung Kirchlinde |
| 843    | Hangeney                | 5.096     | 11.600                     | Süden der Gemarkung Kirchlinde (südlich der L 750) sowie äußerster Nordwesten Martens                                                       |

### Mengede
Der Stadtbezirk Mengede liegt im Nordwesten Dortmunds. Sein Gebiet wurde am 1. April 1928 nach Dortmund eingemeindet. Am 1. Juli 1950 verlor er Gebietsteile an die Nachbarstadt Lünen.
Folgende Gemarkungen liegen im Stadtbezirk:
- 1249 Bodelschwingh
- 1256 Ellinghausen (ohne äußersten Süden mit ehemaligem Kernort)
- 1259 Groppenbruch
- 1264 Mengede
- 1266 Nette (ohne äußersten Süden, südlich der Eisenbahn)
- 1268 Oestrich (mit Brüninghausen)
- 1270 Schwieringhausen
- 1271 Westerfilde (ohne äußersten Süden)

Die noch heute eher ländlichen, ehemaligen Gemeinden Ellinghausen, Groppenbruch und Schwieringhausen werden als Unterbezirke nunmehr, zusammen mit dem Osten Nettes, (irreführenderweise) im statistischen Bezirk Schwieringhausen zusammengefasst; alle anderen ehemaligen Gemeinden sind heute Namensgeber eines eigenen statistischen Bezirks. Einen Sonderfall stellt Brüninghausen dar, das komplett auf Oestricher Gemarkung liegt und dessen Kernort auch zum heutigen Oestrich gehört, dessen Norden jedoch Teilnamensgeber für einen statistischen Unterbezirk Mengedes ist. Dieser ist mit Brüninghausen/Knepper doppelt irreführend benamt, da nicht nur der Kernort, sondern auch der Dortmunder Anteil am ehemaligen Kraftwerk Gustav Knepper im Westen Oestrichs liegen.
| Nummer | (Unter-)Bezirk        | Einwohner | EW / km² Siedlungs- fläche | Anmerkung |
| ------ | --------------------- | --------- | -------------------------- | --- |
| 91     | Bodelschwingh         | 6.948     |                            | Gemarkung Bodelschwingh ohne den äußersten Norden (jenseits der Bahngleise), jedoch (diesseits der Gleise) mit minimalen Zuwächsen aus Oestricher Gemarkung im Nordwesten                                                   |
| 910    | Bodelschwingh         | 7.025     | 11.500                     | |
| 92     | Mengede               | 11.681    |                            | Gemarkung Mengede ohne Osten (mit Volksgarten) und ohne Südwesten (jenseits der Bahngleise auf Oestricher Seite), im Süden erweitert um das Viertel an der Erlöserkirche (Netter Gemarkung); Norden der Gemarkung Oestrich  |
| 921    | Brüninghausen/Knepper | 276       | 7.500                      | Norden der Gemarkung Oestrich |
| 922    | Mengeder Heide        | 3.088     | 7.900                      | Norden der Gemarkung Mengede |
| 923    | Mengede-Mitte         | 4.766     | 11.500                     | Zentrum der Gemarkung Mengede |
| 924    | Alte Kolonie          | 3.546     | 13.000                     | Süden der Gemarkung Mengede, im Süden erweitert um das Viertel an der Erlöserkirche (Gemarkung Nette) |
| 93     | Nette                 | 6.046     |                            | Größerer und deutlich einwohnerstärkerer Westteil der Gemarkung Nette (mit Obernette im Süden) ohne das Viertel an der Erlöserkirche im Norden und Haus Westhusen sowie die Teile jenseits der Eisenbahn im äußersten Süden |
| 930    | Nette                 | 6.068     | 11.700                     | |
| 94     | Oestrich              | 6.038     |                            | Gemarkung Oestrich ohne Norden, im Süden (südlich des Beginns der A 42) etwas dezimiert, im Osten um den Südwesten Mengeder Gemarkung erweitert                                                                             |
| 940    | Oestrich              | 5.998     | 12.600                     | |
| 95     | Schwieringhausen      | 819       |                            | Gemarkungen Ellinghausen, Groppenbruch und Schwieringhausen sowie der Osten Nettes und kleinere Teile im Osten Mengedes |
| 951    | Groppenbruch          | 390       | 10.000                     | Gemarkung Groppenbruch ohne Süden (südlich der A 2) |
| 952    | Schwieringhausen      | 170       | 6.100                      | Nordosthälfte der Gemarkung Schwieringhausen mit Kernort (zwischen Kanal und A2) |
| 953    | Ellinghausen          | 179       | 6.600                      | Gemarkung Ellinghausen ohne Süden (südlich der L 657) und damit ohne den Kernort; Südwesthälfte der Gemarkung Schwieringhausen und Süden der Gemarkung Groppenbruch (südlich der A 2); Osten Mengedes (mit Volksgarten)     |
| 954    | Niedernette           | 77        | 5.900                      | Osten der Gemarkung Nette (jenseits der Eisenbahn) mit gleichnamigem Dorf |
| 96     | Westerfilde           | 6.583     |                            | Gemarkung Westerfilde ohne äußersten Süden; Haus Westhusen im äußersten Süden der Gemarkung Nette |
| 960    | Westerfilde           | 6.397     | 13.800                     | |